# Filippo Corridoni
Filippo Corridoni (né à Pausula, aujourd'hui Corridonia, dans la province de Macerata dans les Marches le 19 août 1887 et mort le 23 octobre 1915 à San Martino del Carso (it), une frazione de la commune de Sagrado, dans la province de Gorizia) était un syndicaliste révolutionnaire italien du début du XXe siècle.

## Biographie

### La jeunesse
Le père de Filippo Corridoni, Enrico est ouvrier dans une tuilerie. Après l'école élémentaire, il se retrouve rapidement dans la vie active, dans la tuilerie comme son père.  De son grand-oncle franciscain, il reçoit un début de culture humaniste et doté d'une vive intelligence, il poursuit ses études grâce à une bourse d'études de l'institut supérieur industriel de Fermo. Il se passionne pour la lecture des écrits de Carlo Pisacane, Giuseppe Mazzini et Karl Marx, et il forge ainsi sa personnalité vers des idéaux de défense des plus faibles.

## Les premières luttes
En 1905 à Milan, métropole en ébullition en raison de la révolution industrielle, Filippo Corridoni trouve du travail comme dessinateur technique auprès de l'industrie métallurgique  « Miani e Silvestri. »
Il devient secrétaire de la section jeunesse du Parti socialiste de Porta Venezia et s'approchant toujours plus du courant syndicaliste révolutionnaire, il crée avec l'anarchiste Maria Rygier le journal Rompete le Righe (« Rompez les lignes »), qui pour son contenu  antimilitariste lui vaut une condamnation à cinq ans de détention. Il bénéficie d'une amnistie et on le retrouve à Nice. Il est présent à Parme en 1908 lors de la grève des ouvriers agricoles sous le pseudonyme de Leo Celvisio, en mémoire du château-fort de San Leo, forteresse papale où étaient enfermés les détenus politiques (singulière similitude avec Lénine qui prit pour surnom le fleuve Léna qui se situait à proximité d'un de ses nombreux lieux de détention).
Il fait la connaissance de Alceste De Ambris ainsi que de son frère Amilcare qui deviendra un grand ami, celui-ci épousera la sœur de Corridoni, il deviendra secrétaire du syndicat métallurgique fasciste mais il sera parmi les défenseurs de Parme avec les arditi del Popolo et la Légion Prolétarienne Filippo Corridoni qui résisteront à l'attaque des squadristi d'Italo Balbo.

## L'agitation
Corridoni écrit dans le journal L'Internazionale, organe de la chambre de travail « syndicaliste révolutionnaire » de Parme, publié aussi à Milan et Bologne : en plus des frères De Ambris, Michele Bianchi, Paolo Mantica, Tullio Masotti, Umberto Pasella, Cesare et Romualdo Rossi, Angelo Oliviero Olivetti, et d'autres représentants du syndicalisme révolutionnaire (certains présents plus tard dans les Faisceaux d'action internationaliste) participent à la rédaction du journal. La police l'identifie en raison de sa forte participation aux actions politiques et Corridoni doit fuir à Lugano, « Patrie des Anarchistes », comme le rappelle une des plus célèbres chansons de l'anarchie.
En 1909, il peut rentrer dans la région de Modène grâce à une nouvelle amnistie où il dirige la chambre de travail de San Felice sul Panaro, en essayant une mettre en œuvre une politique de synthèse entre les positions révolutionnaires et celles réformistes du prolétariat socialiste. Mettant en avant les positions révolutionnaires, l'opération ne réussit pas et Corridoni est écarté du mouvement syndical où l'aile réformiste prévaut.
Après une nouvelle arrestation (Corridoni fut arrêté une trentaine de fois), il crée Bandiera Rossa (« Drapeau Rouge »), et collabore à deux revues dirigées par Edmondo Rossoni, Bandiera Proletaria (« Drapeau Prolétarien ») et Bandiera del Popolo (« Drapeau du peuple »).

## Un syndicalisme révolutionnaire et une aversion pour les conflits coloniaux
N'arrivant pas à mettre en œuvre les principes révolutionnaires dans les syndicats, il s'établit à Milan et en 1911-1912 reprend son action auprès des classes ouvrières. Corridoni est reconnu comme un des chefs du syndicalisme révolutionnaire de Milan.
En 1911, Corridoni prend nettement position contre la guerre de Libye que déclenche l'Italie ; en 1912, à Modène, il prend part au congrès fondateur de l'Union Syndicale Italienne (USI), scission de la Confédération générale du travail (CGdL), le syndicat des réformistes. Toute une série de personnages passent à l'USI, les frères De Ambris, Giuseppe Di Vittorio, qui fut avec les Arditi del Popolo parmi les défenseurs de la chambre de travail d'Ancône, Di Vittorio fut un des seuls à reconnaitre en Corridoni, dont il parlait avec admiration, un des pères du syndicalisme italien. L'USI reçoit de nombreuses adhésions au niveau national et en particulier à Gênes où la chambre de travail la plus importante (celle de Sestri Ponente, un quartier de Gênes) passe en grande partie à l'USI.
Devenu responsable de l'Union Syndicale Milanaise (USM), associée à l'USI, constituée par lui à Milan, il organise une série de grèves et obtient l'adhésion au syndicat USM des syndicats métallurgiques, des gaziers, des travailleurs  de l'habillement, des tapissiers et décorateurs. 1913-1914  sont des années d'intenses collaborations avec De Ambris.
Il retourne de nouveau en prison et retrouve à sa sortie l'USM fortement affaiblie. En raison de désaccords, il attaque Mussolini dans des articles de L'internazionale.

## La conversion à l'interventionnisme de gauche
Arrêté après l'échec de la « Semaine Rouge » et en se basant sur l'hypothèse qu'une défaite des puissances réactionnaires et rétrogrades représentées par les empires centraux aurait ouvert de nouveaux horizons pour une action révolutionnaire, il entreprend une démarche qui le mène à l'« interventionnisme de gauche » et à créer les Faisceaux d'action internationaliste avec Decio Bacchi, Michele Bianchi, Ugo Clerici, Alceste De Ambris, Amilcare De Ambris, Attilio Deffenu, Aurelio Galassi, Angelo Oliviero Olivetti, Decio Papa, Cesare Rossi, Silvio Rossi, Sincero Rugarli, Libero Tancredi.
En  1915 Corridoni continue dans l'action interventionniste et syndicaliste en organisant des grèves. Entretemps, Mussolini crée les Faisceaux d'Action révolutionnaire, groupe qui organise les rangs de l'interventionnisme de gauche et qui constitue une évolution des Faisceaux d'Action internationaliste : les personnalités syndicales révolutionnaires et de gauche s'associent ainsi à la campagne soutenue par la bourgeoisie italienne et dirigée depuis les colonnes du Corriere della Sera destinées à orienter les ouvriers et les intellectuels à la participation à la guerre. Par l'intermédiaire du Ministère du travail français, Corridoni se rend à Paris afin d'inciter les travailleurs italiens à un sentiment pro-français.
À son retour, il est de nouveau arrêté pour une vieille affaire. Il a le temps d'écrire en prison « Syndicalisme et République » où sont exprimées les idées sur une future république à démocratie directe et sans partis omnipuissants. Son action est désormais parallèle à celle de Benito Mussolini avec des conférences sur l'interventionnisme.
L'atmosphère idéale pour toute une série d'intellectuels, de syndicalistes révolutionnaires, de socialistes révolutionnaires et d'interventionnistes de gauche est celle des « radieuses journées de Mai » organisées notamment par Gabriele D'Annunzio, manifestations de masse qui menèrent l'Italie à entrer dans la guerre.

## La mort de Corridoni
Corridoni part volontaire, bien qu'atteint de tuberculose depuis plusieurs années. Pour cette raison, il est affecté dans un service à l'arrière alors qu'il insiste pour être envoyé au front. Il participe aux combats sur Carso au sein du 32e régiment d'infanterie où il trouve la mort lors de l'attaque d'une tranchée autrichienne.
Le 12 septembre 1915, il écrit sur le champ de bataille ce qui constitue son testament spirituel :
| Ho amato le mie idee più di mia madre, più della vita... Ho amato la povertà, come San Francesco d'Assisi et Fra' Jacopone, convinto che il disprezzo della richezze sia il migliore ed il più temprato degli usberghi per rivoluzionario...Se il destino lo vorrà, morirò senza odiare nessuno... | J'ai aimé mes idées plus que ma mère, plus que ma vie ... J'ai aimé la pauvreté, comme saint François d'Assise et Fra' Jacopone, convaincu que le mépris des richesses est le meilleur et le plus endurci des hauberts pour un révolutionnaire ... Si le destin le veut, je mourrai sans haïr personne ... |

Il est décoré de la médaille d'argent de la valeur militaire, décoration que Benito Mussolini élèvera au rang de médaille d'or en 1925.

## Instrumentalisation du personnage de Filippo Corridoni
Pour bon nombre de personnes, Filippo Corridoni est associé au fascisme parce que le régime fasciste, en diverses occasions, s'est approprié sa mémoire. Il est donc nécessaire de rappeler que Corridoni ne fut jamais fasciste. Il décéda, par ailleurs, avant l'avènement du fascisme. Mussolini lui-même le définit comme fasciste pour son appartenance aux Fasci d'Azione Rivoluzionaria dans son discours funèbre sur  Il Popolo d'Italia. Cependant, même s'il soutint bien Mussolini, et même financièrement au cours de la période de 1914 à 1915, le mouvement de Mussolini pouvait alors encore être considéré de gauche.
La Légion Prolétaire Filippo Corridoni participa à la défaite des squadristi d'Italo Balbo à Parme, en se battant valeureusement aux côtés des Arditi del Popolo. Giuseppe Di Vittorio, chef historique du syndicat C.G.I.L. issu du syndicalisme anarchiste, fut un de ceux à rappeler l'importance de Corridoni pour la création de structures syndicales alors que pour d'autres il était embarrassant en raison de sa récupération par le régime fasciste.

## Monuments et hommages

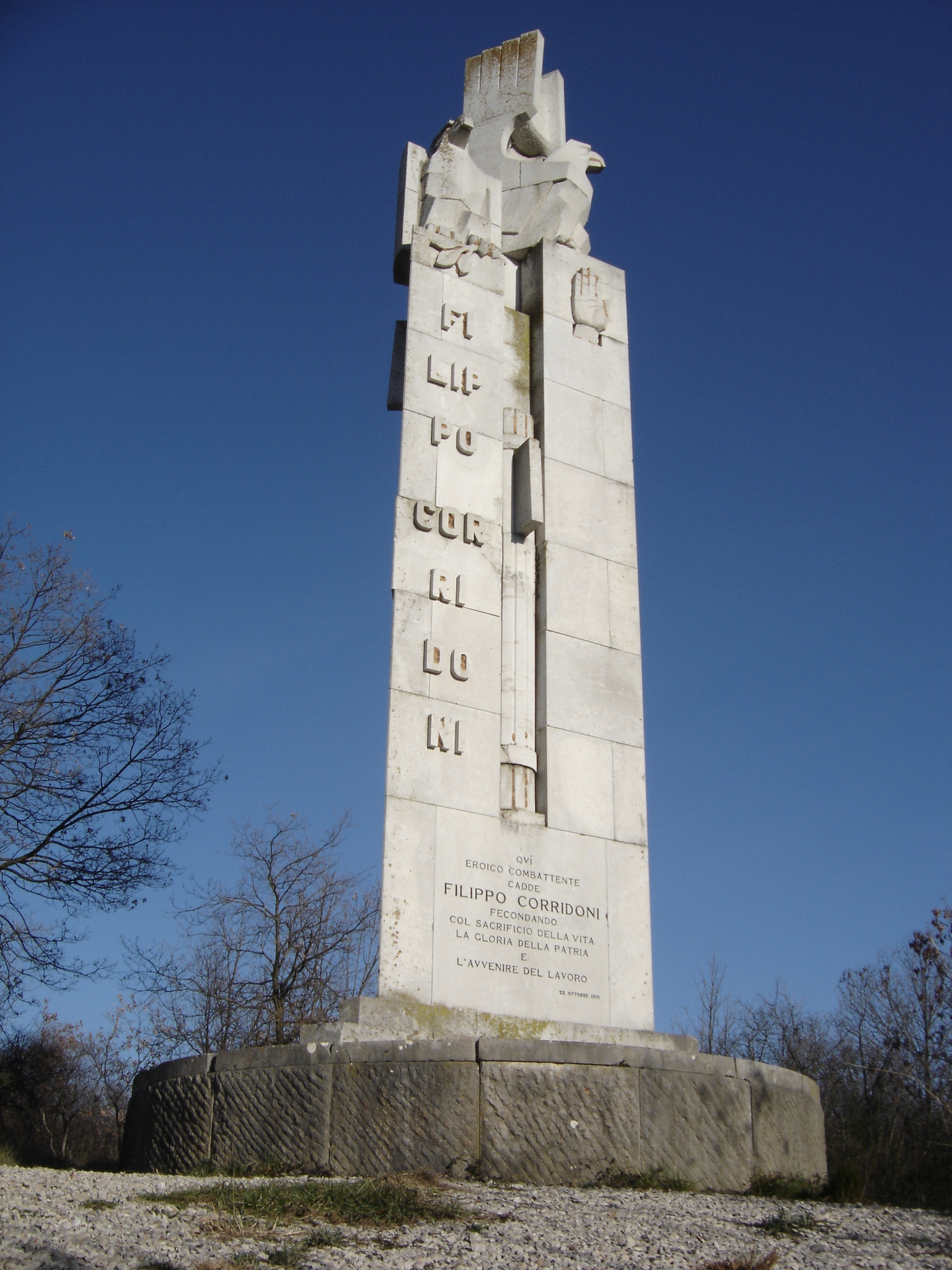
Fogliano Redipuglia, œuvre de Pietro Zanini.

- Monument Filippo Corridoni à Fogliano Redipuglia, œuvre de Pietro Zanini
- Entre 1925 et 1927 fut érigée à Parme une statue de 13 mètres de marbre de Vérone et de bronze de l'architecte Alessandro Marzaroli sur les dessins de Mario Monguidi qui s'inspire des mots de Corridoni « ...je tomberai face à l'ennemi, comme pour aller plus en avant encore »[1].
- Pendant l'Entre-deux-guerres, la Regia Marina se dote de sous-marins mouilleurs de mines dont l'un sera baptisé « Filippo Corridoni »[2].
- Écoles, y compris l’Institut professionnel d’État pour l’industrie et l’artisanat «F. Corridoni»[3] dans sa municipalité natale, Corridonia.